# Santa Clara (Dzidzantún)
Santa Clara es una localidad del municipio de Dzidzantún, Estado de Yucatán, México.

## Toponimia
El nombre (Santa Clara) hace referencia a Clara de Asís que se Celebra el 11 de agosto.

## Historia
Antes de recibir su nombre actual, Santa Clara era conocido en maya como Tiyaxcah, que significa "primer pueblo". Desde tiempos precolombinos, los mayas usaban la zona para la producción de sal, una actividad que aún persiste y cuyas salinas pueden verse a lo largo de la carretera.
Según la tradición, a principios del siglo XVII los habitantes de Tiyaxcah encontraron en el mar una escultura de Santa Clara, de aproximadamente 1.5 metros de altura y 120 kilos de peso. Se dice que la imagen fue enviada desde España con destino a una parroquia en Cuba, pero su embarcación naufragó antes de llegar. De alguna manera, la efigie terminó en las costas yucatecas.
Los pescadores del pueblo, el presenciar el milagro, llevaron la escultura en hombros a lo largo de los 14 kilómetros que separan el puerto de Dzidzantún, donde quedó resguardada de forma permanente.
En su honor, el puerto fue rebautizado como Santa Clara. Cada 22 de julio, los pobladores trasladan la imagen de regreso al puerto y la pasean en sus embarcaciones para pedirle protección y buena pesca. La escultura permanece allí una semana y el 2 de agosto regresa a Dzidzantún, su hogar habitual, para pasar ahí su fiesta, el día 11 del mismo mes.

## Demografía
Según el censo de 2020 realizado por el INEGI la población de la localidad era de 38 habitantes.
| 51                          | 35 | 43 | 18 | 32 | 23 | 56 | 0 | 32 | 44 | 38 | 53 | 31 | 38 |
| (Fuente: INEGI [Consultar]) |    |    |    |    |    |    |   |    |    |    |    |    |    |

## Galería

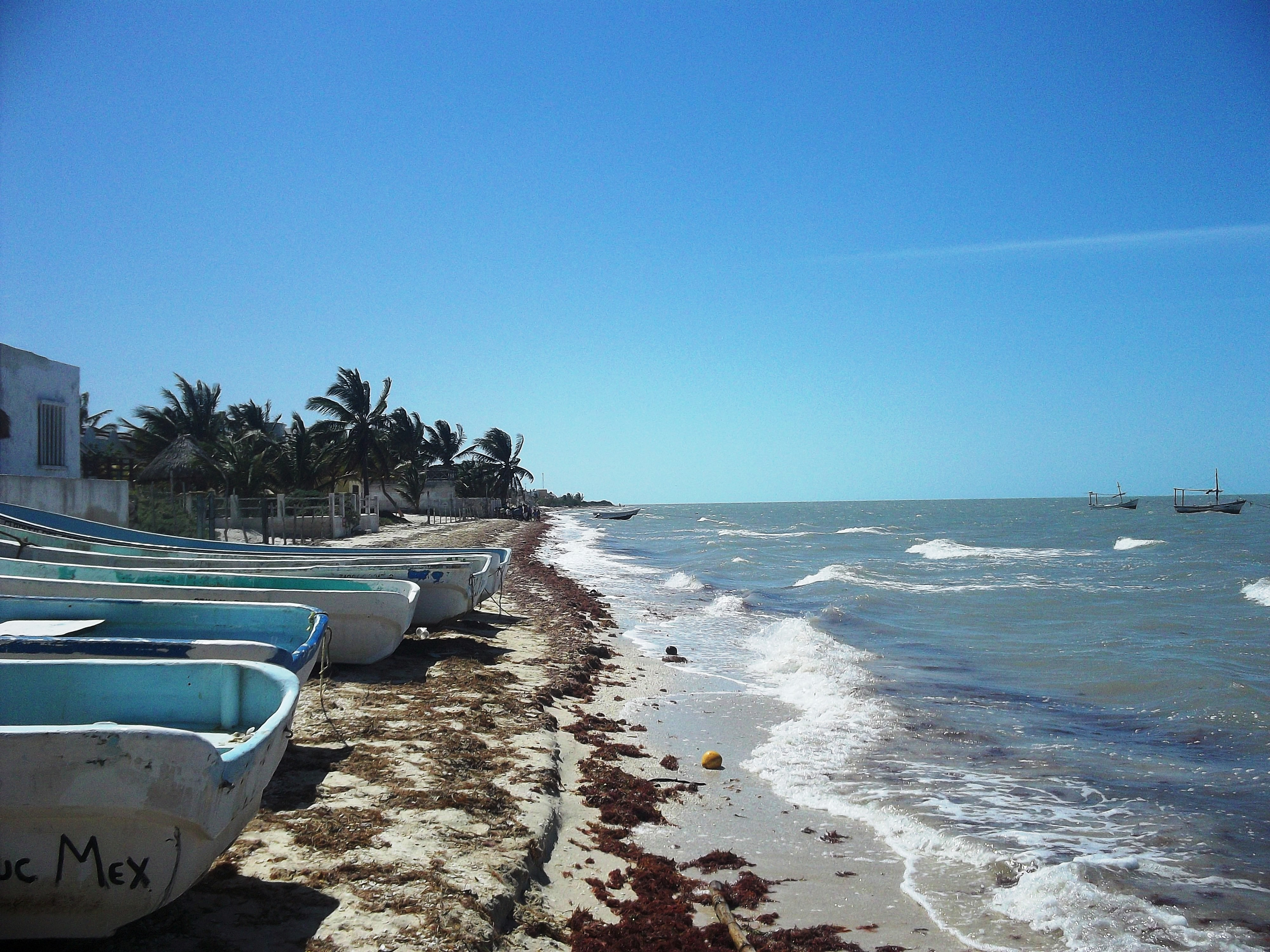
Playas de Santa Clara.
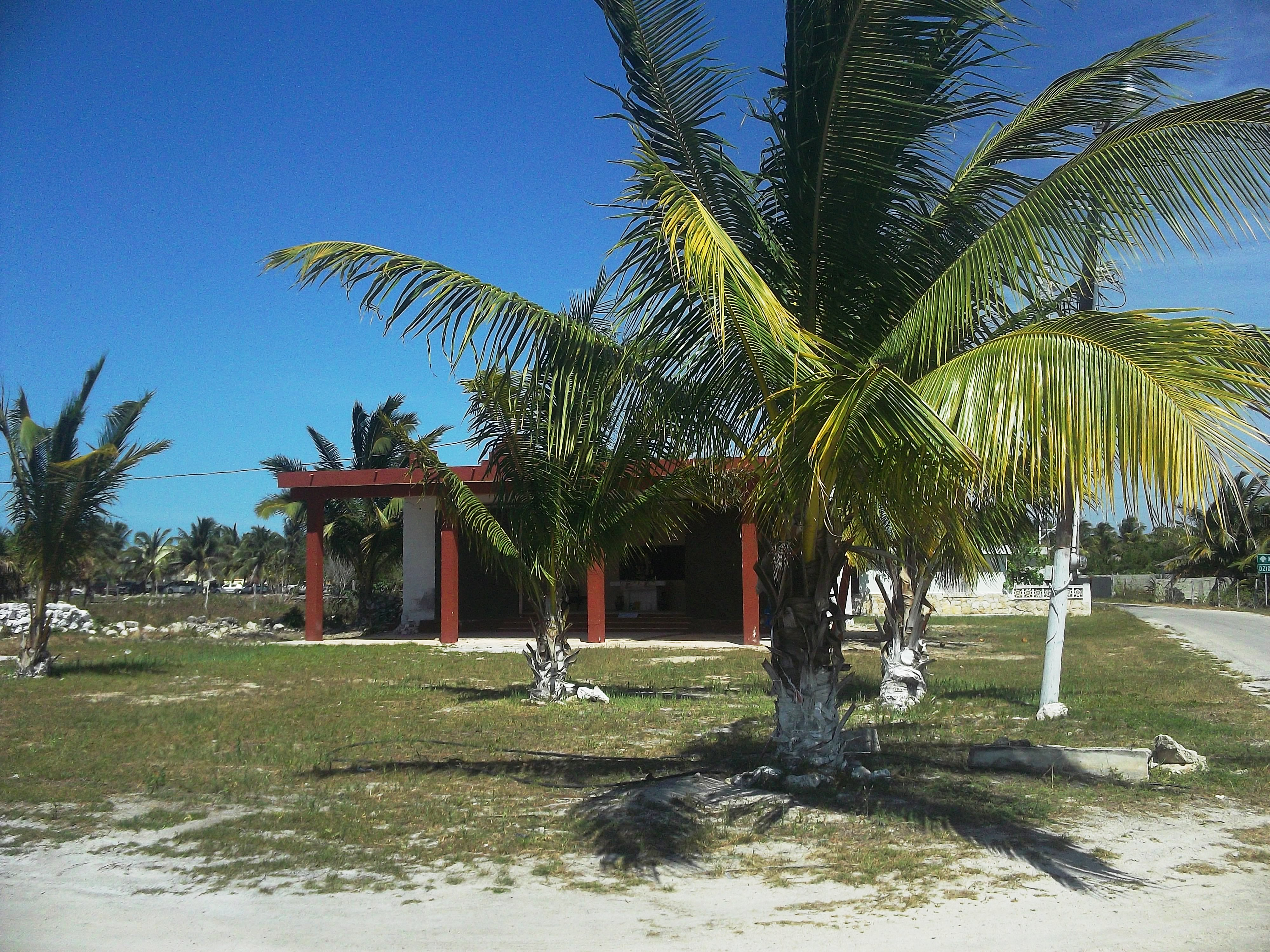
Iglesia de Santa Clara.
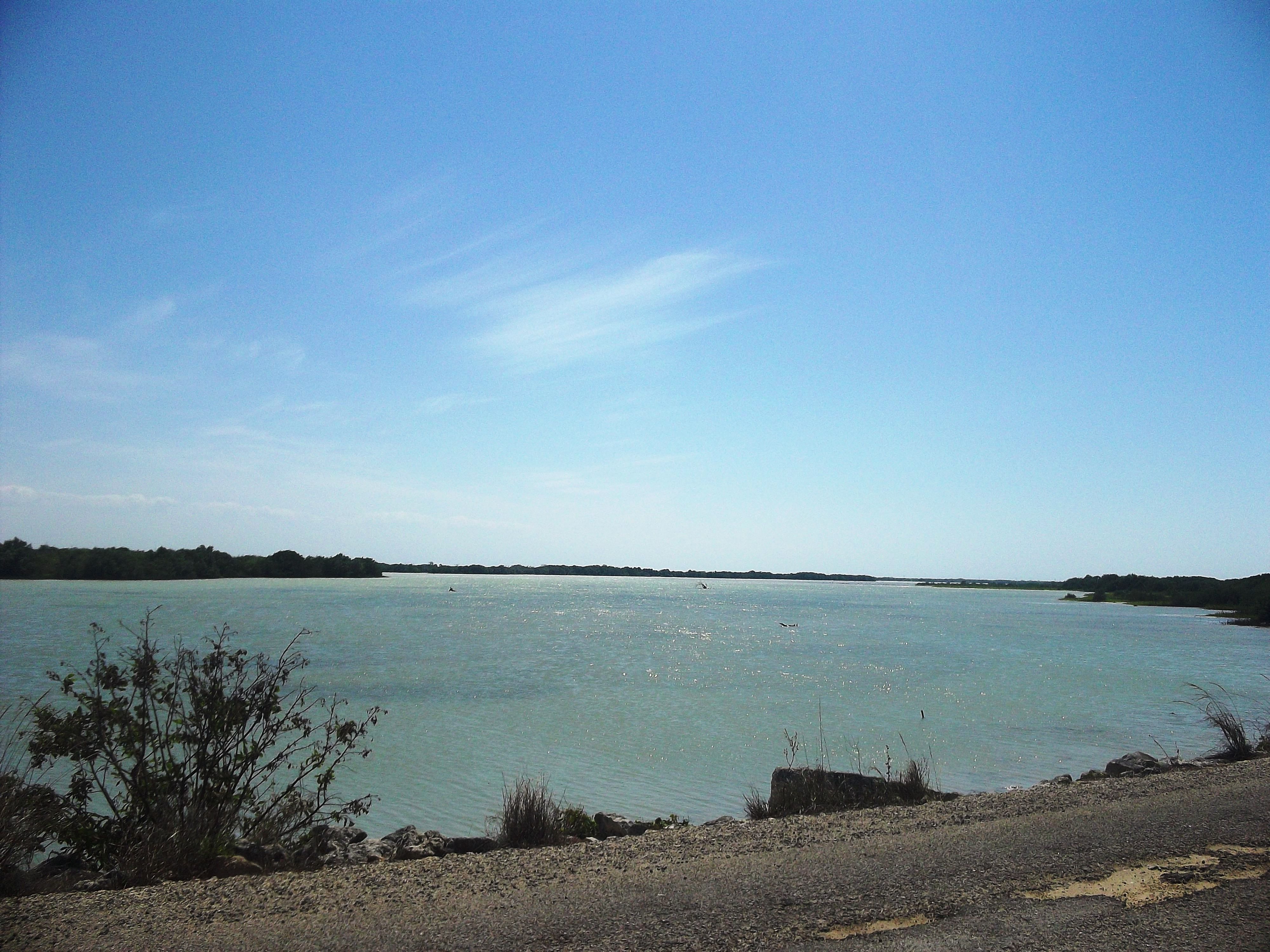
Maglares de Santa Clara.
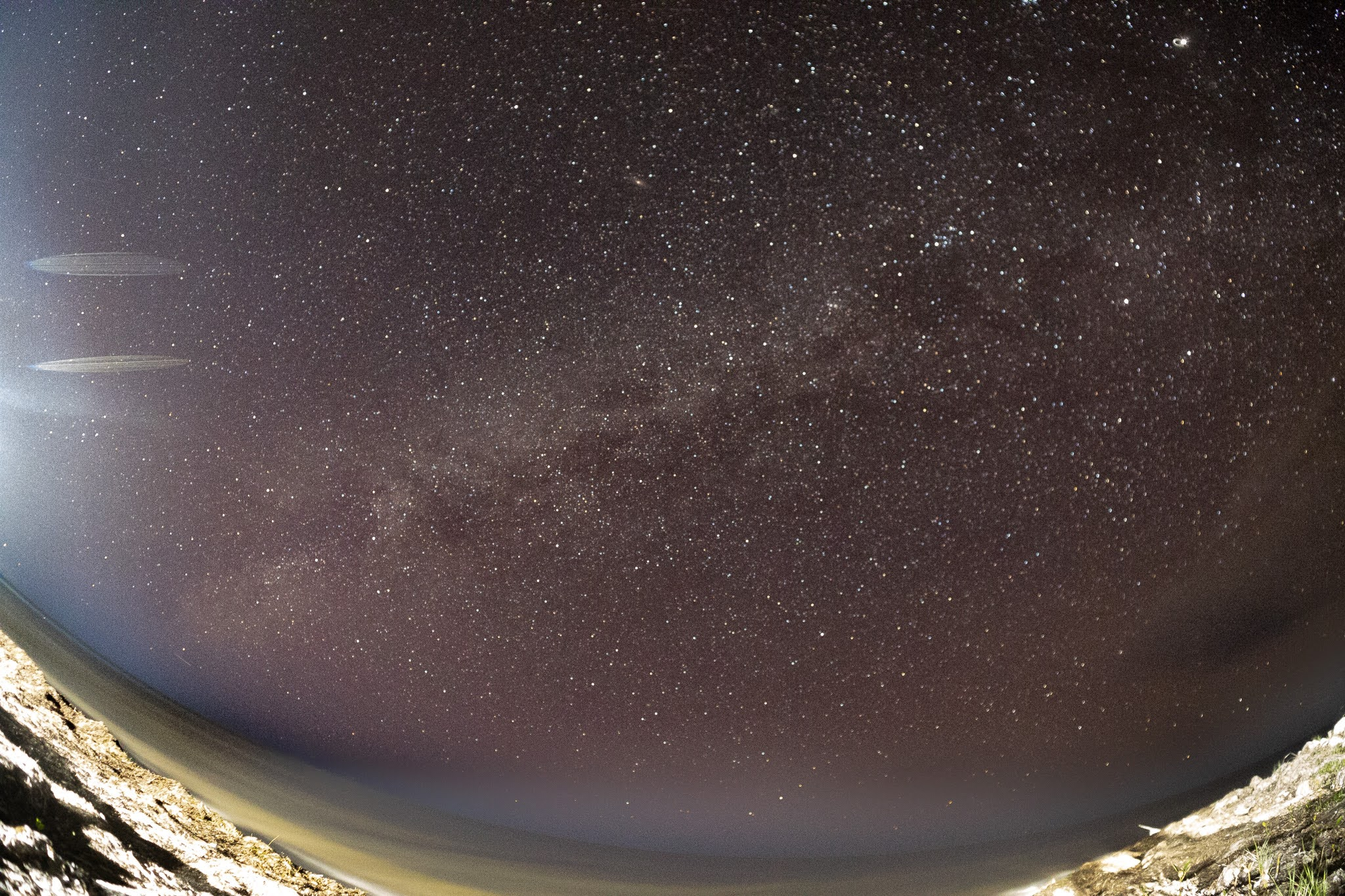
Centro galáctico visto en Santa Clara.